# Sinapalo
Sinapalo es una ciudad de la Isla Rota en las Islas Marianas del Norte, es la única ciudad de la isla Rota que tiene un aeropuerto, el Aeropuerto Internacional de Rota. Es la segunda de Rota por población, solo superada por Songsong, se sitúa en el centro de la isla.
- Datos: Q7521797